# Песценије Нигер
Песценије Нигер (рођен око 140, погинуо 194. године) био је римски узурпатор. Своје упориште имао је на истоку Царства од 193. до 194. године. Когномен Нигер, што значи црни, контрастирао је когномену његовог ривала Албина, што значи бели. Албин је такође, као и Нигер, током 193. и 194. године, покушавао да дође на престо цара, што је на крају успело Септимију Северу. 
Нигер је био управник провинције Сирије. Након убиства Пертинакса и када је Дидије Јулијан практично купио царски положај, Нигера су за цара су извикале његове трупе. Нигер је успоставио контролу над Египтом, као и подршку провинције Азије. Иако су ове земље доносиле велике приходе, један други одметнути војсковођа, Септимије Север је на крају успео да постане цар, освојивши први Рим. Коначно, Нигер је претпео пораз од Септимија Севера у бици код Кизика и бици код Никеје 193. године. Коначни пораз Песценије Нигер је доживео у бици код Иса наредне, 194. године. После овог пораза Нигер је покушао да се повуче у Антиохију, али је био убијен док је спремао бекство код Парћана.